# Katō Takaaki
Katō Takaaki (3 de janeiro de 1860 — 28 de janeiro de 1926) foi um político japonês.
Ocupou o cargo de primeiro-ministro do Japão de 11 de junho de 1924 até 27 de janeiro de 1926.